# 上杉朝昌
上杉 朝昌（うえすぎ ともまさ）は、室町時代から戦国時代にかけての武士。相模国七沢城に拠ったことから七沢朝昌とも呼ばれる。
本項では朝昌の他に、その子のうち建長寺の僧・東永、朝寧、上杉憲房後室についても記述する。

## 生涯
上杉持朝の子として誕生。その生涯には不明な部分も多いが、初めは僧侶として京都の相国寺において本東と名乗り、長禄2年（1458年）に父・持朝の名代として8代将軍・足利義政に拝謁した人物が朝昌の前身にあたると考えられている。
享徳3年（1455年）から勃発した享徳の乱の初期には相国寺鹿苑院の喝食だったが、後に何らかの理由で還俗して扇谷上杉家の領国支配の一翼を担い、相模七沢城に入った。七沢城は相模中郡の、また後年守備した大庭城は相模東郡の要衝であることから、扇谷上杉氏の両郡支配を実質的に担う立場にあったと考えられる。また文明12年（1480年）に足利義政・義尚父子に進物を贈るなど、扇谷上杉氏当主とは別に、独自に幕府と交流を持っていたようであり、その政治的地位の高さも窺える。これらの事例から、扇谷上杉氏における極めて有力な一門だったと考えられる。
文明8年（1476年）から長尾景春の乱が起こると、文明9年（1477年）に太田道灌・千葉自胤らと共に豊島泰経攻撃に参加した（江古田・沼袋原の戦い）。長享元年（1487年）からの上杉家同士の内訌である長享の乱が始まると、長享2年（1488年）に関東管領・上杉顕定の侵攻を受けて七沢要害は陥落し、以後は大庭要害に拠った。
明応3年（1494年）に兄・定正が没すると、自分の子である朝良を当主としてその後見役となったが、伊勢宗瑞（北条早雲）の相模進出に伴い勢力を失っていった。明応8年（1499年）9月6日、父・持朝の三十三回忌法要が行われたが、この時点で生存している持朝の男子は三浦高救、叔彭梵寿、朝昌の三人だった。永正年間に再び出家して光迪と名乗った事は確認できるが、その後の動向は不明。享年は71とされているものの、生没年も不詳である。

## 子女
東永
建長寺の僧。江戸幕府編纂の『新編武蔵風土記稿』によれば、現在の東京都江戸川区周辺を開発し定着した宇田川氏は東永の子孫であるという。
上杉朝寧（うえすぎ ともやす）
生没年不詳。戦国時代の人物。朝昌の子。七郎、法名浄安。『上杉系図別本』では名は朝憲で朝良の兄にあたり、官位は民部少輔と記載されている。事績については伝わっていない。その子朝興が後に扇谷上杉家の当主となった。
上杉憲房正室
上杉朝昌の娘で、上杉憲房に嫁ぐ。大永5年（1525年）に憲房が没すると実家に戻る。享禄3年（1530年）、当時の当主である甥の朝興の意思により武田信虎の側室となった。憲房後室と信虎の婚姻、さらに3年後の朝興娘と信虎嫡子太郎との婚姻により、扇谷上杉氏と武田氏は姻戚関係となり同盟はより強固なものとなった。